# Woldemar von Bülow
Adolf Woldemar von Bülow (* 4. Oktober 1830 in Berlin; † 4. November 1869 in Görlitz) war ein preußischer Landrat des Kreises Ruppin.

## Leben
Woldemar von Bülow entstammte dem mecklenburgischen Uradelsgeschlecht von Bülow. Er war das dritte Kind des preußischen Geheimen Legationsrates Friedrich von Bülow (1789–1853) und dessen zweiter Ehefrau Pauline, geborene von Carlowitz (1806–1872). Der preußische Generalmajor Albert von Bülow (1829–1892) war sein älterer und der preußische General der Kavallerie Adolf von Bülow (1837–1907) sein jüngerer Bruder.
Bülow wurde Verwaltungsjurist und war von 1860 bis 1869 preußischer Landrat des Kreises Ruppin.
Er heiratete am 18. Mai 1864 in Oberschöna Isabella von Carlowitz (1841–1911). Aus der Ehe ging die Tochter Margarete (* 1865) hervor, die 1894 den preußischen Oberstleutnant Emil Freiherr von und zu Gilsa heiratete.